# Stanislav Knor
Stanislav Knor (Prague, 14 février 1929 – Suède, 4 décembre 1984) est un pianiste et pédagogue tchèque.

## Biographie
Stanislav Knor est un élève du grand pianiste et pédagogue tchèque František Maxián à l'Académie de musique de Prague. Il se perfectionne avec Marcel Ciampi.
En 1956, il est lauréat du Concours Reine Elisabeth (septième place).
Il a enregistré quelques disques pour le label Supraphon avec l’Orchestre symphonique de Prague (FOK) et Václav Smetáček notamment.
Il enseigne ensuite à l’Académie de musique de Malmö en Suède et à l'Académie royale de musique à Copenhague. Parmi ses élèves, la plus connue est, Inger Södergren.

## Discographie
- Chopin, Scherzos (1962, LP Supraphon SUA 10176)
- Gershwin, Concerto en fa - Orchestre symphonique de Prague, dir. Václav Neumann (12-17 juin 1961, Supraphon) (OCLC 21584752)
- Martinů, Sinfonietta giocosa - Orchestre symphonique de Prague, dir. Václav Smetáček (1967, Artia) (OCLC 4964854)
- Martinů, Sinfonietta giocosa - Orchestre symphonique de Prague, dir. Václav Smetáček (1965, Urania US 5165-CD) (OCLC 21342795)